# Portret van kardinaal Ludovico Trevisan
Het Portret van kardinaal Ludovico Trevisan is een schilderij van Andrea Mantegna, gedateerd rond 1459-1460. Het wordt tentoongesteld in de Gemäldegalerie in Berlijn.

## Geschiedenis
Het portret werd gemaakt rond het Concilie van Mantua (mei 1459 - februari 1460), waar paus Pius II probeerde een kruistocht tegen de Ottomanen te organiseren. Ludovico Trevisan (1401 - 1465) was een invloedrijke figuur aan het pauselijke hof, met een indrukwekkende militaire carrière. Tijdens het concilie verzette hij zich tegen de plannen van de paus. Trevisan bezat grond in Padua en heeft zich daar mogelijk voor het concilie laten schilderen door Mantegna, die toen nog werkzaam was in die stad. Het kan ook tegen het einde van het concilie in Mantua gemaakt zijn. De identiteit van de kardinaal kan worden vastgesteld door kopieën van het schilderij met de naam en titels van Trevisan.

## Voorstelling
De kardinaal wordt afgebeeld in een driekwartprofiel tegen een donkere achtergrond. Het sterke contrast tussen licht en donker geeft het portret een sculpturale kwaliteit, vergelijkbaar met een Romeinse buste. De rode ferraiuolo en het hemd met de minutieus weergegeven plooien waar de rode onderkleding nog doorheen schemert, voegen hier nog een dimensie aan toe.
Het portret wordt gezien als een mijlpaal in de ontwikkeling van de Italiaanse portretkunst. De gedetailleerde weergave van Trevisans gelaatstrekken, met name zijn doordringende blik en vastberaden uitdrukking, toont Mantegna's scherpe observatie van zijn persoonlijkheid. Tijdgenoten hadden lang niet altijd een positief beeld van Trevisan. Een kroniekschrijver uit Mantua omschreef hem als "een kleine, zwarte, harige man met een extreem hooghartig en sinister uiterlijk".